# 구직 면접
구직 면접(求職面接)은 인물과 능력을 파악하기 위해 직접 만나 대화 등을 하는 행위 일체를 말한다. 면접시험(面接試驗)이라고도 한다.

## 개요
인품이나 언행 따위를 평가하기 위해 시행한다. 흔히 필기 시험 후 최종적으로 심사하는 방법이다. 종류로는 대입(수시) 면접, 공채 면접, 입사 면접 등이 있다.

## 예문
- 최종 면접에 합격하였다.
- 실무 2차 면접에 불합격 하였다.
- 내일 공채 면접이 진행될 예정이다.

## 같이 보기
- 인터뷰